# Gaston IV de Béarn
 (novembre 2008).
Si vous disposez d'ouvrages ou d'articles de référence ou si vous connaissez des sites web de qualité traitant du thème abordé ici, merci de compléter l'article en donnant les références utiles à sa vérifiabilité et en les liant à la section « Notes et références ».
Gaston IV de Béarn (né en 1074, décédé en 1130 à Valence), dit le Croisé, fut vicomte de Béarn de 1090 jusqu'à sa mort en 1130. Son surnom le Croisé est dû à son rôle pendant la première croisade. Il portait également le surnom de seigneur de Saragosse, après avoir mené la conquête de cette ville pour le compte d'Alphonse Ier d'Aragon, de seigneur lieutenant de Barbastro, lieutenant d'Uncastillo, et gentilhomme d'Aragon.
Il était le fils de Centulle V, vicomte de Béarn et de sa cousine Giséla, dont l'union fut rompue en 1074 à la suite de l'injonction du pape Grégoire VII en raison de leurs liens de consanguinité, prohibés par l'Église. Ses demi-frères Bernard et Centulle furent comtes de la province voisine de Bigorre.
Il combattit en Orient pour la prise de Jérusalem, mais aussi contre les Maures en Espagne. Cela ne l'empêcha pas de gouverner sa vicomté, de faire rédiger les fors de Béarn et construire plusieurs refuges pour les pèlerins le long des chemins de Saint-Jacques.

## Biographie

### La jeunesse et les premières années de règne
La date de naissance de Gaston IV n'est pas connue. On sait seulement qu'elle est antérieure à 1074, date de la dissolution du mariage de son père, Centulle V, et de sa mère Gisèla.
Il se maria en 1085 avec Talèse, jeune femme noble apparentée à la famille royale d'Aragon, qui lui apporta en dot la vicomté de Montaner.
Il succéda à son père en 1090, et eut peu après à faire face aux assauts de ses ennemis héréditaires, les vicomtes de Dax et de Soule.
Il semble qu'il se soit emparé d'une grande partie du territoire de Dax (Pays de Mixe et Ostabat), qu'il conserva jusqu'en 1102.
Le seul document de cette époque qui nous soit parvenu date d'octobre 1094 et montre Gaston IV consacrant une église.

### La première croisade

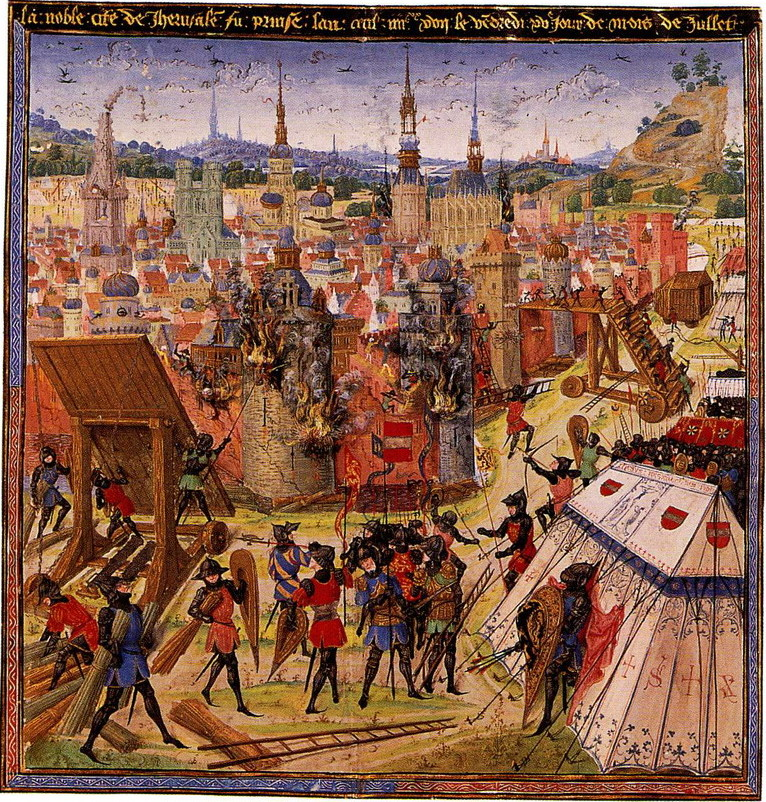
La bataille de Jérusalem

Répondant à l'appel du pape Urbain II, Gaston s'enrôla en 1096 avec son frère Centulle dans l'armée des Croisés commandée par Raymond de Saint-Gilles, composée principalement de nobles occitans et provençaux du sud du royaume de France.
Les chroniques ne mentionnent pas la présence de Gaston avant Nicée (mai-juin 1097), où il prit part à la bataille contre l'armée turque qui essayait de secourir les assiégés. Peu après, le 1er juillet, il affronta avec six autres chevaliers le chef des Turcs dans le défilé de Dorilea, et remporta une victoire retentissante.
Durant le long et pénible siège d'Antioche (octobre 1097-juin 1098), Gaston participa à la construction de catapultes, employant peut-être des techniques apprises des Byzantins durant le siège de Nicée.
Le 28 juin 1098, il reçut son premier commandement important : il conduisit les nobles de Gascogne et du Poitou durant la bataille contre les armées de Kerbogha, avec à ses côtés le légat pontifical à la recherche de Raymond de Saint-Gilles, malade.
Cette bataille fut un succès total pour les Croisés, Gaston participant à la charge dévastatrice qui décida de la victoire et assura le contrôle des Croisés sur la ville. Il est possible que durant les mois qui suivirent la prise d'Antioche, Gaston ait décidé de quitter Raymond de Saint-Gilles, car son nom est cité parmi ceux des 150 chevaliers qui aidèrent Baudouin de Boulogne à s'emparer de la ville d'Édesse. C'est pour cette raison qu'il ne prit pas part à la prise et au massacre de Marra. Plus tard, lorsque les Croisés se mirent en marche vers Jérusalem, Gaston compta aux rangs de l'armée.
À la tête de l'avant-garde de l'armée, Gaston entra le 3 juin 1099 dans Ramallah, tandis que le Normand Tancrède se dirigeait vers Bethléem. De Ramallah, il chevaucha jusqu'à Jérusalem, et il fut le premier des Croisés à en apercevoir les murailles. Il y subit une attaque de la garnison fatimide qui aurait pu lui coûter la vie sans l'arrivée opportune de Tancrède.
C'est pendant le siège de Jérusalem que Gaston se révéla un personnage central des chroniques de la croisade. Il fut chargé de la construction des machines essentielles au siège, les châteaux roulants. Il profita de la présence à Haïfa de la flotte génoise qui après avoir amené des renforts, se trouvait bloquée par la flotte fatimide. Gaston obtint des chefs de la flotte qu'ils lui cèdent leurs charpentiers et le bois de leurs navires pour la construction des machines de guerre.
Gaston assumait avec Tancrède le commandement des troupes gasconnes, face à la porte de Goliath, à l'ouest de Jérusalem. Dans la matinée du 15 juillet, les hommes de Godefroy de Bouillon parvinrent à approcher le château et à y ouvrir une brèche. Tancrède et Gaston (Il fut, dit-on, le premier croisé à pénétrer dans la Cité Sainte) se lancèrent immédiatement à l'attaque, dépassèrent les tours de David et Goliath et se dirigèrent vers l'esplanade du Temple pendant que l'armée croisée se livrait au pillage et au massacre généralisé. Au Temple, ils laissèrent leurs étendards à un groupe de civils réfugié en haut d'une mosquée. Le jour suivant, un groupe de Croisés exaltés se dirigeant vers le Temple, assassina ces civils, provoquant la colère de Tancrède et Gaston.
N'ayant que peu d'intérêt pour la gloire personnelle, et ne possédant pas un titre important, Gaston ne prit pas part aux intrigues et aux luttes de pouvoir auxquelles eurent à faire face les différents commandants de la force croisée, dans la conquête de la ville sainte. Il choisit de rester au pouvoir de Godefroy de Bouillon quand celui-ci fut nommé protecteur de Jérusalem, au lieu de s'embarquer dans des aventures personnelles comme le firent Tancrède ou Raymond de Saint-Gilles.
Le dernier fait d'armes de Gaston en Palestine fut la bataille d'Ascalon (12 août 1099), victoire croisée qui ne se concrétisa pas par la prise de la ville, faute d'accord entre les différents chefs. En septembre, il s'embarqua pour Constantinople au port de Laodicée avec le comte de Flandres, le duc de Normandie et probablement son frère, Centulle de Bigorre, non mentionné dans les chroniques.

### Le vicomte de Béarn

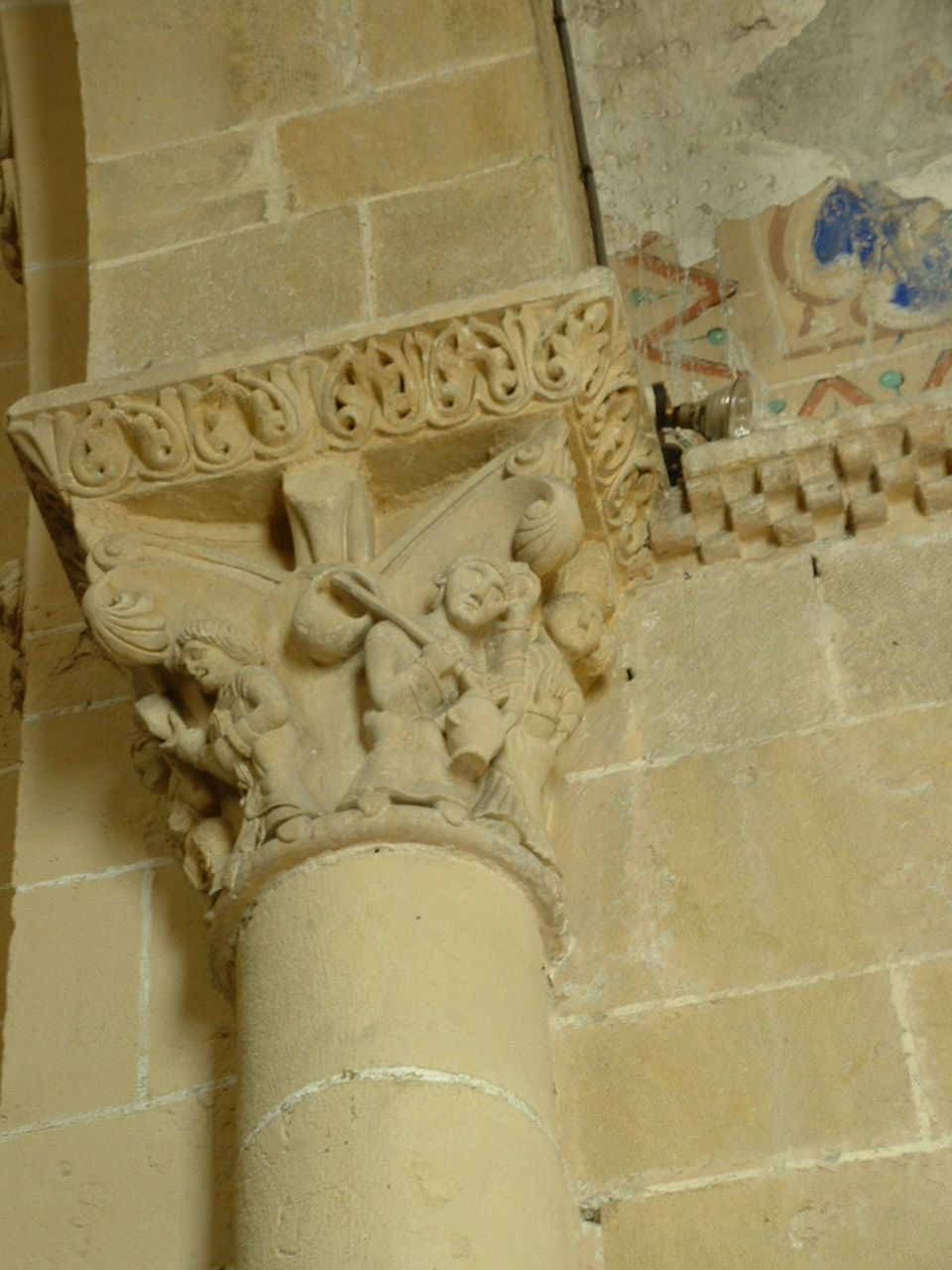
Chapiteau de la cathédrale de Lescar

À son retour de Terre sainte, Gaston déploya une activité intense. En avril 1101, il fonda un hôpital de pèlerins à Lescar. Ce sera le premier acte d'une longue série visant à sécuriser le chemin de Saint-Jacques de Compostelle dont la route principale passait par le Béarn et l'Aragon. En 1104, Talèse fit une importante donation à l'hôpital Sainte-Christine du Somport, le col le plus utilisé par les pèlerins pour franchir les Pyrénées (l'abbaye de Roncevaux n'avait pas été encore fondée). Gaston et Talèse sont à l'origine d'une série de refuges et d'hôpitaux dans les bois qui menaient au Somport : Mifaget (1114), Lacommande (1118) et Sauvelade (1128).
Il fut un grand promoteur de l'art roman en Béarn, initiant les travaux de la cathédrale de Lescar et la cathédrale Sainte-Marie d'Oloron. Il acheva également la construction de l'église Sainte-Foi de Morlaàs. Tous ces monuments possèdent en commun l'influence de la cathédrale de Jaca, chose logique étant donné le contexte politique à l'époque de Gaston.
En 1102, il promulgua un privilège pour la ville de Morlaàs, alors capitale de la vicomté. Ce privilège fut le noyau du futur For de Morlaàs, qui deviendra à son tour l'un des documents constitutifs des Fors du Béarn.
Au titre de sa politique extérieure, outre sa solide alliance avec Alphonse Ier d'Aragon, Gaston signa une paix avec Bernard, comte d'Armagnac (1104).
À partir de 1102, il subit les attaques des vicomtes de Dax et de Soule qui parvinrent, à l'issue d'une guerre longue et sanglante, à récupérer la quasi-totalité de ce qu'ils avaient perdu en 1090, à l'exception des petits territoires de Mixe et Ostabarret, ainsi que la ville d'Orthez qui demeurèrent définitivement sous contrôle béarnais.
Le Béarn et la Bigorre faisaient respectivement partie des territoires du duché d'Aquitaine et du royaume de France, mais en ce XIIe siècle cette appartenance était purement théorique, au contraire des liens avec l'Aragon. Centulle de Bigorre prêta allégeance à Alphonse 1er d'Aragon en 1122, sortant ainsi formellement de l'orbite aquitaine. Toutefois, Gaston fut toujours considéré comme un égal par le roi aragonais, auquel il n'eut jamais à prêter allégeance. En cela on peut affirmer que Gaston gouverna la vicomté du Béarn comme une principauté indépendante.

### Les campagnes d'Espagne

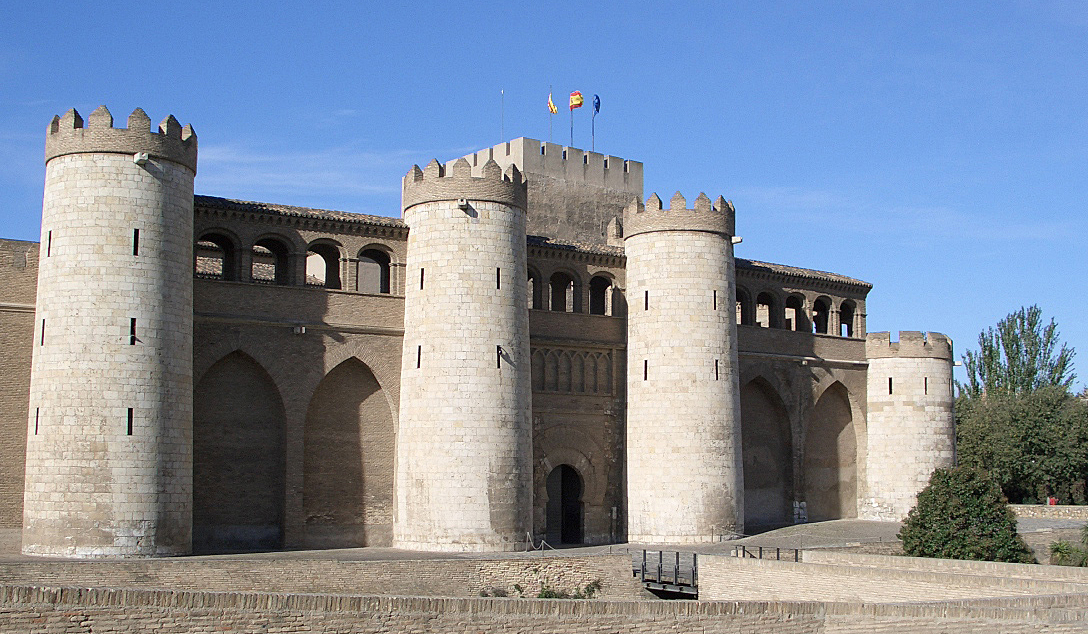
La Aljafería, palais des gouverneurs musulmans de Saragosse.

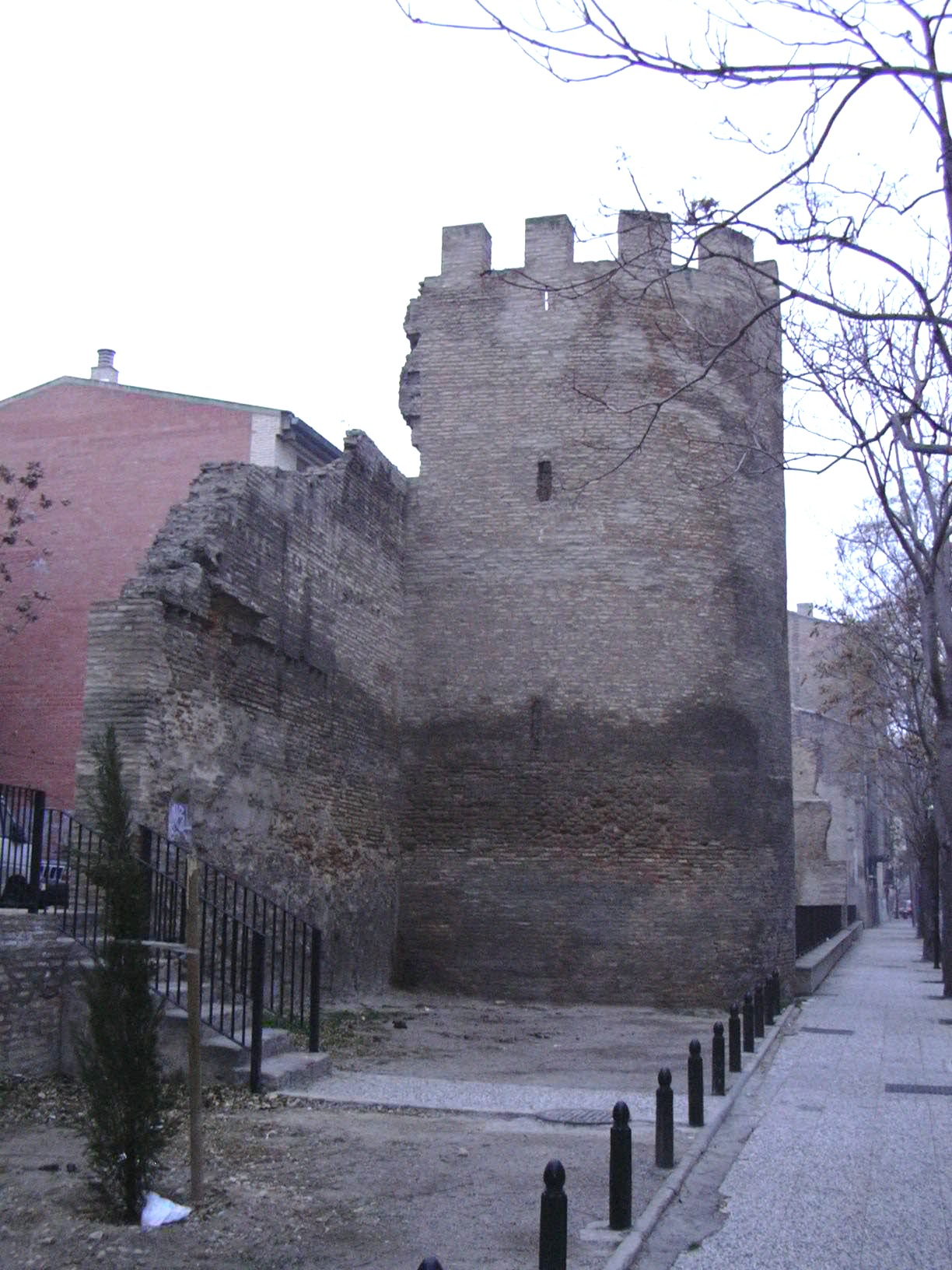
Ruines des murailles médiévales de Saragosse

En 1110, des chevaliers gascons aidèrent Alphonse Ier d'Aragon à tenir en échec le roi du Taïfa de Saraqusta (Saragosse) Ahmad II al-Musta`in durant la bataille de Valtierra. On ignore si Gaston IV participa à cette bataille mais un document daté de 1113 mentionne son titre de seigneur de Barbastro ce qui indique qu'il a dû combattre en Aragon et en être récompensé.
La première bataille de Gaston avec Alphonse dont on ait des traces certaines est celle de 1117, conduisant à la prise de Morella et au contrôle du Maestrazgo, bloquant les communications entre Saragosse et Valence. La capitale de l'Èbre était ainsi isolée de son principal soutien et exposée à une attaque l'année suivante.
Pour l'attaque de Saragosse, Alphonse Ier allait bénéficier, en plus de ses propres forces aragonaises et navarraises, de l'appui de nombreux chevaliers francs, car le pape Gélase II avait déclaré croisée la conquête de Saragosse. Gaston accueillit les Francs en Béarn en mai 1118, les conduisit à Saragosse et prit le commandement du siège.
La prise des faubourgs fut aisée, mais la ville résista de longs mois. Gaston fit construire 20 catapultes et plusieurs châteaux roulants semblables à ceux utilisés à Jérusalem. La ville capitula finalement le 2 décembre sans qu'il soit clairement établi si les assiégés se rendirent poussés par la faim, ou à cause d'une brèche que les croisés réussirent à ouvrir. Il n'y eut ni pillage ni massacre, contrairement à ce que Gaston avait vu et probablement condamné en Palestine. Les vies et les biens des habitants furent respectés et ceux qui voulurent partir le purent. Les vainqueurs se répartirent les grandes richesses du gouverneur almoravide et le contrôle des différents quartiers de la ville. Gaston fut tout particulièrement récompensé par Alphonse Ier par le titre de seigneur de Saragosse et pair de la couronne d'Aragon. À son tour Gaston répartit une partie des terres reçues entre les nobles béarnais qui l'avaient accompagné.
L'année suivante (1119), il prit part à la fructueuse campagne contre Tudela, Borja, Tarazona et Soria, batailles dans lesquelles son rôle fut probablement éclipsé par l'engagement des chevaliers normands. Les Almoravides, alarmés par l'avancée chrétienne, mobilisèrent une grande armée qui se dirigea vers Saragosse en 1120. En réponse, une grande armée chrétienne se constitua, sous le commandement d'Alphonse Ier et de Guillaume IX d'Aquitaine, dont les Gascons faisaient partie. Elle coupa la route des Almoravides et leur infligea une défaite décisive à Cutanda (18 juin 1120). Après cela, les villes de Calatayud et de Daroca tombèrent facilement aux mains des Aragonais.
À la tête d'un territoire aragonais étendu, quasi dépeuplé et difficile à défendre, Gaston suggéra à Alphonse de créer une milice, l'Ordre des Chevaliers du Saint-Sauveur de Montréal, dont il devint le premier Grand-Maître ; cet ordre se consacra à la défense de cette zone frontière. En 1122, Alphonse fonda une fraternité équivalente, les Chevaliers de Belchite, dans laquelle Gaston était représenté par l'évêque de Lescar, Guy de Lons. Dans les deux cas, il s'agissait de fraternités laïques dont les membres ne faisaient pas vœu de chasteté, de pauvreté ou d'obéissance, à la différence des ordres militaires ultérieurs comme ceux de Calatrava ou de Saint-Jacques.
Durant l'hiver 1124-1125, Gaston revint guerroyer en Espagne, prenant part à l'expédition contre Peña Cadiella. Les Croisés reconquirent la Peña, repoussèrent la contre-attaque almoravide, mais durent ensuite se retirer, ne pouvant conserver une position aussi éloignée.
L'expérience de Peña Cadiella donna à Alphonse l'idée d'organiser une expédition encore plus ambitieuse avec la ville de Grenade comme objectif. Cette chevauchée, à laquelle Gaston prit naturellement part, fut amplement commentée dans les chroniques médiévales et est restée dans l'histoire sous le nom de Bataillon d'Espagne. Alphonse, Gaston et leurs troupes (estimées de 3000 à 5000 chevaliers selon les chroniques) partirent de Plasencia del Jalón le 29 septembre 1125 et arrivèrent devant Valence le 20 octobre. À cet endroit, Alphonse annonça le véritable objectif de l'expédition : Grenade, où semble-t-il, les Mozarabes étaient disposés à renverser le gouvernement almoravide, ou au moins, à partir avec les Chrétiens jusqu'en Aragon. En passant par Alcira (attaqué sans succès), Denia et Peña Cadiella qu'ils connaissaient déjà, le bataillon se dirigea vers Murcie, et de là vers Purchena, Baeza (dont l’attaque fut également un échec) et enfin Cadix où il célébra Noël.
Le 7 janvier 1126, l'armée chrétienne arriva devant les remparts de Grenade, dont ils espéraient que les Mozarabes de la ville leur ouvriraient une porte, ce qui ne se produisit pas. Gaston ne put pas non plus construire des machines de siège comme à Jérusalem ou à Saragosse, faute de matériaux. Le 23 janvier, Alphonse ordonna de lever le siège et lança une opération de destruction des vergers de Grenade et Cordoue, espérant provoquer une bataille en champ ouvert avec l'armée almoravide. La bataille eut finalement lieu le 10 mars près de Lucena, et se traduisit par une victoire déconcertante des Chrétiens. Débarrassés de leurs ennemis, Alphonse, Gaston et le reste des chrétiens traversèrent les Alpujarras afin de contempler la Méditerranée à Motril. De là, ils entamèrent le retour, chargés de butin et accompagnés de Mozarabes pour repeupler les terres conquises d'Aragon. Toutefois, le harcèlement des Almoravides et les épidémies qui se déclarèrent rapidement décimèrent une grande partie de l'expédition, Gaston demeurant parmi les chevaliers survivants.

### Mort et testament
Le dernier document commun à Alphonse et Gaston est daté de septembre 1129, à Tafalla. Alors qu'Alphonse se dirigeait vers la vallée d'Aran, Gaston et le béarnais Esteban, évêque d'Huesca demeurèrent dans la péninsule ibérique et continuèrent à combattre les Almodavides, y perdant tous les deux la vie. Les circonstances n'en sont pas claires, faute de sources.
Jerónimo Zurita dit simplement que Gaston et Esteban furent tués par les Maures. L'historien hispano-musulman Ibn Idhari donne davantage de détails :
« Cette même année (534 de l'Hégire) décéda le gouverneur de Valence Mohamad Yidar. Yintan ben Ali gouverna, par la grâce de Dieu. Il battit les Chrétiens et la tête de leur chef, Gaston, fut apportée à Grenade le second mois de Yumada (24 mai 1130 selon José María Lacarra). Elle fut paradée dans les rues, à la pointe d'une lance, accompagnée par le roulement des tambours. Ceci redonna le sourire à l'émir des Musulmans, `Alî ben Yûsuf, qui se trouvait à Marrakech. »
Le corps de Gaston fut restitué, contre le paiement d'une forte rançon et enterré dans la Basilique de Nuestra Señora del Pilar de Saragosse. L'emplacement de la tombe fut perdu pendant les travaux de 1681 ou de 1717. On conserve néanmoins, dans le trésor de la Cathédrale Saint-Sauveur de Saragosse, l'oliphant ou cor de guerre de Gaston.
Le jeune fils de Gaston, Centulle VI de Béarn, lui succéda à la tête du Béarn, sous la régence de Talèse. Fidèle à son idéal chevaleresque, Gaston légua toutes ses terres d'Aragon à l'Ordre du Temple, récemment créé. Ceci fut sans doute source d'inspiration pour Alphonse Ier d'Aragon, qui dans son testament légua également ses propriétés, incluant son royaume aux Ordres militaires de Terre Sainte (hospitaliers, templiers et chevaliers du Saint-Sépulcre), ce qui déclencha une énorme crise politique à sa mort (1134), qui s'acheva par la remise du royaume d'Aragon dans les mains du comte de Barcelone, Ramón Berenguer IV.

## Mariage et descendance
- Il épouse Talèse ou Talesa d'Aragon, la vicomtesse de Montaner ou Montanerès et cousine du roi Alphonse I d'Aragon. En dot, elle lui donne le Montanerès à l'exception de 5 paroisses qui désormais resteront en deux inclusions de la Bigorre dans le Béarn : c'est pourquoi il existe toujours deux enclaves des Hautes-Pyrénées dans les Pyrénées-Atlantiques.

Gaston et Talèse eurent deux filles et deux garçons :
- Guiscarde de Béarn, l'aînée, mariée avec Pierre II, vicomte de Gabarret ;
- Une autre fille, dont le nom commence par N, fut mariée en 1110 avec Bernard Ezi, seigneur d'Albret ;
- Centulle, né en 1102 et décédé entre 1124 et 1128 ;
- Centulle VI, né peu après 1128, mort en 1134 et vicomte de Béarn de 1131 à 1134.